# 천안 열차 추돌 사고
천안 열차 추돌 사고(天安列車追突事故)는 폭설로 눈보라가 휘날리던 1969년 1월 31일에 부산을 떠나 서울을 향하던 시속 80km의 제10 열차 청룡호가 천안역 남쪽 500m 지점에서  진입 신호를 기다리는 남원발 서울행 102호 완행 열차의 뒷 부분을 들이받아 승객 41명이 사망하고 131명이 중경상을 입은 사고이다.